# Аркадьев, Борис Андреевич
Бори́с Андре́евич Арка́дьев (9 (21) сентября 1899, Санкт-Петербург, Российская империя — 17 октября 1986, Москва, РСФСР, СССР) — советский футболист и футбольный тренер.

## Биография
Учился в Ларинской гимназии на Васильевском острове (1910—1918); выбыл из 7-го (по-видимому, последнего) класса.
Карьеру футболиста начал в петроградской команде «Унитас» в 1914 году, играл за московские клубы «Сахарники» (1923—25), РКимА (1926—30) и «Металлург» (1931—36). Выступал за сборную Москвы 1925, 1930—1931.
Заслуженный мастер спорта СССР (1942, лишён в 1952 за проигрыш Югославии на олимпийских играх—1952 в Хельсинки, восстановлен в 1955). Заслуженный тренер СССР (1957). Автор двух книг о футболе: «Тактика футбольной игры» (М., 1-е изд. — 1948, 4-е изд. — 1962) и «Игра полузащитников» (М., 1956 и 1958).
Как тренеру принадлежит ряд оригинальных идей и теоретических разработок — широкоманёвренные действия нападающих со сменой мест в рамках «дубль-вэ» («Динамо» в 1940), игра сдвоенным центром нападения (В. Бобров и Г. Федотов в ЦДКА), использование персональной опеки (Н. Палыска в «Динамо» и ЦДКА), взаимозаменяемость фланговых игроков и участие крайних защитников в атакующих действиях (В. Чистохвалов в ЦДКА).
Широко образованный, эрудит, к футболистам обращался на «вы».
Брат-близнец заслуженного тренера СССР по фехтованию Виталия Аркадьева (1899—1987). Племянник — Гелий Аркадьев (1927—2002) — художник-постановщик мультипликационных фильмов.
Похоронен на Востряковском кладбище (122 уч.).

## Тренерская карьера
С 1922 по 1936 год был преподавателем физподготовки в военной академии имени М. В. Фрунзе.
Тренер по футболу с 1936 года.
- Главный тренер команды «Металлург» Москва (1937—1939)
- Главный тренер «Динамо» Москва (1940—1944)
- Главный тренер ЦСКА (1944—1952, 1958—1959)
- Главный тренер команды «Локомотив» Москва (1953—1957, 1963—1965)
- Главный тренер ФК «Нефтяник» Баку (1961—1962)
- Главный тренер клуба «Пахтакор» Ташкент (1967)
- Главный тренер клуба «Нефтяник» Фергана (1968)
- Главный тренер клуба «Шинник» Ярославль (1969)

## Достижения

### Футболист
- Чемпион Москвы 1932 (о), 1933 (о).

### Тренер
- Чемпион СССР: 1940, 1946, 1947, 1948, 1950, 1951.
- Обладатель Кубка СССР: 1945, 1948, 1951, 1957.

## Награды
- Орден «Знак Почёта» (27.04.1957) — «за успехи, достигнутые в деле развития массового физкультурного движения в стране, повышения мастерства советских спортсменов, и успешное выступление на международных соревнованиях»